# Kensuke Nagai
Kensuke Nagai (jap. 永井 謙佑, Nagai Kensuke; * 5. März 1989 in Fukuyama, Präfektur Hiroshima) ist ein japanischer Fußballspieler.

## Karriere

### Verein
Von 2007 bis 2010 war Nagai für die Universität Fukuoka aktiv und wurde von dort jeweils eine Spielzeit an Avispa Fukuoka und Vissel Kobe verliehen. Anschließend verpflichtete ihn der Erstligist Nagoya Grampus und er kam dort auch zu seinen ersten Einsätzen in der AFC Champions League. Im Januar 2013 zog es ihn nach Belgien zu Standard Lüttich, doch nach einem halben Jahr wurde er zurück an seinen alten Verein verliehen. 2015 verpflichtete ihn Nagoya Grampus wieder fest und er spielte zwei Saisons dort. Von 2017 bis 2022 war er für den FC Tokyo aktiv und gewann 2020 den Ligapokal. Seit dem Sommer 2022 spielt er erneut für Nagoya Grampus in der ersten Liga. Am 2. November 2024 stand er mit Nagoya im Finale des J. League Cup. Das Finale gegen Albirex Niigata gewann man im Elfmeterschießen.

### Nationalmannschaft
Von 2007 bis 2012 absolvierte Nagai insgesamt 42 Partien für diverse japanische Jugendauswahlen und erzielte dabei 19 Treffer. Mit dem U-23-Team gewann er 2010 die Goldmedaille bei den Asienspielen in China durch einen 1:0-Finalerfolg über die Vereinigten Arabischen Emirate. Am 6. Januar 2010 debütierte er für die japanische A-Nationalmannschaft in der Qualifikation zur Asienmeisterschaft gegen den Jemen. Beim 3:2-Auswärtssieg im Althawra Sports City Stadium von Sanaa wurde er in der 85. Minute für Kazuma Watanabe eingewechselt. Bis 2019 kam der Stürmer zu insgesamt zwölf Einsätzen, in denen er drei Treffer erzielen konnte.

## Erfolge

### Verein
FC Tokyo
- Japanischer Ligapokalsieger: 2020

Nagoya Grampus
- Japanischer Ligapokalsieger: 2024

### Nationalmannschaft
Japan U23
- Goldmedaille bei den Asienspielen: 2010